# Georg Böhm
Pour les articles homonymes, voir Georg Böhm (géologue) et Böhm.
Georg Böhm est un compositeur, organiste et claveciniste allemand de la période baroque, né à Hohenkirchen (Duché de Saxe-Gotha) le 2 septembre 1661 et mort à Lunebourg le 18 juin 1733.

## Biographie
Son père, organiste à Hohenkirchen, est son premier professeur. Il étudie à l'université d'Iéna puis part en 1693 à Hambourg où il s'installe pendant quelques années. Cette ville est alors un centre musical important, point de rayonnement de la musique italienne en Allemagne du Nord grâce à son opéra et où exerce le célèbre organiste Johann Adam Reinken avec lequel il est en contact. Il obtient plus tard le poste d'organiste de l'église Saint-Jean à Lunebourg, ville où la musique française est prisée et pratiquée. Il y demeure le restant de sa vie.
Böhm, à la croisée des traditions musicales de l'Allemagne du Nord et du Sud, pénétré des influences italienne et française, est un des acteurs de l'élaboration d'une tradition musicale spécifiquement allemande. Il exerce une influence importante sur Jean-Sébastien Bach qui est vers 1700 choriste à l'église Saint-Michel de Lunebourg. Bach lui conservera toujours son respect, son estime et son amitié.

## Œuvres

### Musique sacrée
Son œuvre religieuse, encore méconnue, comprend une trentaine d'œuvres vocales, parmi lesquelles :
- 9 cantates et 2 motets ;
- 2 motets.

### Orgue
- Une quinzaine de chorals et quelques pièces de forme libre dans la tradition de l'Allemagne du Nord avec des influences italiennes.

### Clavecin
- Onze suites qui adoptent avec rigueur la forme française traditionnelle.
- Un menuet en sol majeur recopié dans le Noten-Büchlein (1725) d'Anna Magdalena Bach sous la mention « Menuet fait par Mons. Böhm ».

## Hommages
- (7578) Georgböhm, astéroïde nommé en son honneur[1].